# SN 2011ah
SN 2011ah – supernowa typu Ia odkryta 5 lutego 2011 roku w galaktyce E364-G12. W momencie odkrycia miała maksymalną jasność 16,00m.